# Consejo Superior Bancario
El Consejo Superior Bancario (CSB) fue un órgano consultivo español que existió entre 1921 y 1994.

## Historia
El organismo fue establecido en 1921 como un órgano consultivo del Ministerio de Hacienda en materia bancaria. Su creación se realizó al amparo de la Ley de Ordenación Bancaria que había sido aprobada ese mismo año. El Consejo Superior Bancario fue disuelto en marzo de 1938, durante la Guerra Civil, aunque sería reconstituido nuevamente por la Ley de Ordenación Bancaria de 31 de diciembre de 1946. Bajo esta norma se hizo obligatoria la adscripción de toda la banca privada a la entidad, al tiempo que convertía en vinculantes sus informes para cuestiones como la apertura de nuevas sucursales, etc. 
El Consejo Superior Bancario se disolvió en 1994 y parte de sus funciones serían asumidas por la Asociación Española de Banca Privada.